# Postira
Postira je chorvatská vesnice a opčina ve Splitsko-dalmatské župě, přičemž opčina zahrnuje ještě vesnici Dol. Žije zde 1375 obyvatel. Vesnice se nachází na severním pobřeží ostrova Brač. Vedle místního přístavu se nacházejí pláže Prvlja a Zastivanje. Na východním konci Postiry se rozprostírá pláž Mala Lozna, ještě dále na východ se nachází pláž Lovrecina, nedaleko které se nacházejí ruiny rozsáhlé raně křesťanské baziliky z 5. až 6. století. Mezi hlavní aktivity zdejšího obyvatelstva patří rybolov, turismus a zemědělství, jehož hlavními produkty jsou olivový olej a víno.

## Sport
Místní fotbalový klub nese jméno N.K. Postira ex Kolektivac.

## Významné osobnosti
- Vladimir Nazor (1876–1949) – básník a spisovatel, zdejší rodák
- Josip Skaric (1889–1975) – zakladatel Higijenského zavodu – první bakteriologické stanice v balkánském regionu
- Ivan Matij Skaric (1793–1871) – teolog, chorvatský překladatel Bible